# Tit Quinti Pennus Capitolí Crispí
|  | Per a altres significats, vegeu «Tit Quinti Pennus Capitolí Crispí (desambiguació)». |

Tit Quinti Pennus Capitolí Crispí (en llatí: Titus Quinctius T. f. T. n. Pennus Capitolinus Crispinus) va ser un magistrat romà que formava part de la gens Quíntia i era fill de Tit Quinti Cincinnat Capitolí.
Va ser nomenat dictador l'any 361 aC i va dirigir la guerra contra els gals. Va obtenir els honors del triomf en aquesta guerra, segons els Fasti. L'any 360 aC va ser magister equitum del dictador Quint Servili Ahala que també va lluitar contra els gals. El 354 aC va ser cònsol amb Marc Fabi Ambust i va sotmetre a Tibur i Tarquínia. Per segona vegada va ser elegit cònsol el 351 aC amb Gai Sulpici Pètic, i va dirigir la guerra contra els faliscs. No va lliurar cap batalla, però va assolar aquell país.